# Daniil Komkov (cyclisme, 1985)
Daniil Komkov (né le 31 octobre 1985) est un coureur cycliste russe.

## Palmarès
- 2003
  - Circuit Mandel-Lys-Escaut juniors
- 2007
  - 5e étape du Grand Prix de Sotchi
  - 3e du championnat de Russie du contre-la-montre espoirs
- 2008
  - 5e étape du Tour de Normandie
- 2010
  - Mémorial Viktor Kapitonov :
    - Classement général
    - 1re étape
- 2011
  -  Champion de Russie de course de côte
  - 3e étape des Cinq anneaux de Moscou
  - Mémorial Viktor Kapitonov :
    - Classement général
    - 1re étape

## Classements mondiaux
| Année           | 2006 | 2007 | 2008 | 2009 | 2010 | 2011 |
| --------------- | ---- | ---- | ---- | ---- | ---- | ---- |
| UCI Europe Tour | 883e | 517e | 277e |      | 742e | 655e |